# دکتر کومالو
تئوفیلوس دکترسون کومالو (انگلیسی: Doctor Khumalo؛ زادهٔ ۲۶ ژوئن ۱۹۶۷) بازیکن فوتبال اهل آفریقای جنوبی است.
از باشگاه‌هایی که در آن بازی کرده‌است می‌توان به باشگاه فوتبال کلمبوس کرو و باشگاه فوتبال کایزر چیفس اشاره کرد.
وی همچنین در تیم ملی فوتبال آفریقای جنوبی بازی کرده‌است.